# Strumigenys bryanti
Strumigenys bryanti är en myrart som beskrevs av Wheeler 1919. Strumigenys bryanti ingår i släktet Strumigenys och familjen myror. Inga underarter finns listade i Catalogue of Life.